# Southampton (otok)
Otok Southampton (jezik inuktitut: Shugliaq) je veliki otok na ulazu u zaljevu Foxe u Hudsonov zaljev. Otok Southampton, jedan od većih otoka Arktičkog arhipelaga, dio je regije Kivalliq u Nunavutu u Kanadi. Površinu otoka Statistics Canada navela je kao 41.214 km². To je 34. najveći otok na svijetu i deveti po veličini otok u Kanadi. Jedino naselje na otoku Southampton je Coral Harbour (1035 stanovnika, popis stanovništva Kanade 2021.), pod nazivom Salliq u Inuktitutu.
Otok Southampton jedno je od rijetkih kanadskih područja i jedino područje u Nunavutu koje ne koristi ljetno računanje vremena.

## Povijest
Povijesno gledano, otok Southampton poznat je po svojim sada izumrlim stanovnicima, Sadlermiutima (moderni Inuktituti Sallirmiut "Stanovnici Salliqa"), koji su bili posljednji trag Tuniita ili Dorseta. Tuniit, predinuitska kultura, službeno je etnički i kulturno izumrla 1902.-1903. kada je zarazna bolest ubila sve Sallirmiute u nekoliko tjedana.
Prvi Europljanin čiji je posjet bio zabilježen je bio velški istraživač Thomas Button 1613.
Početkom 20. stoljeća, otok su ponovno naselili Aivilingmiuti iz Naujaata i Chesterfield Inleta, na koje su utjecali kapetan kitolovca George Comer i drugi. Otočani Baffina stigli su 25 godina kasnije. John Ell, koji je kao malo dijete putovao sa svojom majkom Shoofly na Comerove škune, na kraju je postao najpoznatiji od stanovnika otoka Southampton.
Arheološko nalazište Native Point na ušću uvale Native najveće je nalazište Sadlermiuta na otoku.

## Geologija
Otok Southampton ima geološke resurse koji su od znanstvenog i industrijskog interesa.
Međutim, prema nunavutskoj vladi, još uvijek nedostaje puno znanje o otoku.

## Geografija
Od poluotoka Melville dijeli ga tjesnac Frozen. Ostali vodeni putovi koji okružuju otok uključuju bazen Roes Welcome na zapadu, Zaljev Gods Mercy na jugozapadu, tjesnac Fisher na jugu, tjesnac Evans na jugoistoku i kanal Foxe na istoku.
Jezero Hansine nalazi se na krajnjem sjeveru. Poluotok Bell nalazi se na jugoistočnom dijelu otoka. Planina Mathiassen, dio planine Porsild, najviši je vrh otoka. Oblik otoka pomalo nalikuje Newfoundlandu.

### Klima
Otok Southampton ima oštru subarktičku klimu (Köppen Dfc) koja prelazi u klimu tundre (ET). Kao i gotovo cijeli Nunavut, otok Southampton je u potpunosti iznad linije drveća. Coral Harbor nikada nikada u siječnju, veljači i ožujku nije zabilježio temprerature iznad nule (iako je potonji zabilježio 0.0 °C). Zbog smrznute prirode zaljeva Hudson, postoji ozbiljno sezonsko zaostajanje do lipnja, posebno u usporedbi s kontinentalnim područjima kao što je Fairbanks unatoč puno sunca i stalnog sumraka noću. Zbog pada sunčeve snage i izostanka tople vode čak i ljeti, temperature i dalje vrlo brzo padaju kako se bliži rujan. Hladni ekstremi su ozbiljni, ali su u skladu s mnogim područjima čak i južnije u unutrašnjosti Kanade.

## Fauna
Utočište za ptice selice East Bay i Utočište za ptice selice Harry Gibbons nalaze se na otoku i važna su mjesta za razmnožavanje male snježne guske (Anser caerulescens caerulescens). Otok je također mjesto dva važna područja za ptice (IBA), močvara rijeke Boas na jugozapadu i East Bay / Native Bay na jugoistoku. Obje su domaćini velikih ljetnih kolonija male snježne guske, koje zajedno čine preko 10% svjetske populacije snježne guske, a samo mjesto rijeke Boas domaćin je više od 500.000 jedinki koje se tu gnijezde. Manje, ali i važne, tamo su kolonije guske branta (Branta bernicla) i brojnih drugih polarnih vrsta ptica. Otok Southampton jedno je od dva glavna ljetovališta poznata po grenlandskim kitovima u zaljevu Hudson.
- Karta Southamptona iz 1913. kapetana Georgea Comera .
- Satelitska fotomontaža otoka Southampton

## Daljnja literatura
- Bird, J. Brian. Southampton Island. Ottawa: E. Cloutier, 1953.
- Brack, D. M. Southampton Island Area Economic Survey With Notes on Repulse Bay and Wager Bay. Ottawa: Area & Community Planning Section, Industrial Division, Dept. of Northern Affairs and National Resources, 1962.
- Mathiassen, Therkel. Contributions to the Physiography of Southampton Island. Copenhagen: Gyldendalske Boghandel, 1931.
- Parker, G. R. An Investigation of Caribou Range on Southampton Island, Northwest Territories. Ottawa: Information Canada, 1975.
- Pickavance, J. R. 2006. "The Spiders of East Bay, Southampton Island, Nunavut, Canada". Arctic. 59, no. 3: 276–282.
- Popham RE. 1953. "A Comparative Analysis of the Digital Patterns of Eskimo from Southampton Island". American Journal of Physical Anthropology. 11, no. 2: 203–13.
- Popham RE, and WD Bell. 1951. "Eskimo crania from Southampton Island". Revue Canadienne De Biologie / ̐ưedit̐ưee Par L'Universit̐ưe De Montr̐ưeal. 10, no. 5: 435–42.
- Sutton, George Miksch, and John Bonner Semple. The Exploration of Southampton Island. Pittsburgh: Carnegie Institute, 1932.
- Sutton, George Miksch. The Birds of Southampton Island. Pittsburgh: Carnegie Institute, 1932.
- VanStone, James W. The Economy and Population Shifts of the Eskimos of Southampton Island. Ottawa: Northern Co-ordination and Research Centre, Dept. of Northern Affairs and National Resources, 1959.